# Diff
diff ist ein Unix-Programm, das die Unterschiede zwischen zwei Textdateien zeilen- bzw. abschnittweise einander gegenüberstellt.

## Grundlagen
diff ist eine grundlegende Kommandozeilenfunktion eines Unixsystems. Eine weite Palette von Computerprogrammen macht sich dies zunutze. Die Ausgabe des Programms geschieht in Textform und wird oft ebenfalls als diff bezeichnet (Dateiendung .diff). Das Ausgabeformat ermöglicht eine maschinelle Verarbeitung.
Anwendungen in der Versionsverwaltung sind vielfältig: So kann die Ausgabe von diff zum Beispiel als Eingabe für das Unix-Programm patch verwendet werden, um die Änderungen, die diff festgestellt hat, an einer anderen Textdatei auszuführen. Zudem gibt es eine Reihe von Programmen, welche die von diff ausgegebenen Unterschiede in übersichtlicher graphischer Form darstellen. Außerdem bildet diff die Grundlage aller Merge-Funktionen.

## Programmfunktion
Die ersten Versionen des Programms wurden programmiert, um Textdateien zu vergleichen. Seit 1980 unterstützt diff aber auch Binärdateien.

### Aufruf
diff wird auf der Kommandozeile mit den Namen von zwei Textdateien als Parameter ausgeführt:
```
$ diff telefonliste2007.txt telefonliste2008.txt
```

Die beiden Textdateien werden zeilenweise verglichen, das heißt, auch wenn sich eine Zeile in den beiden Dateien nur in einem einzelnen Zeichen unterscheidet, interpretiert diff das als eine gelöschte und eine neu eingefügte Zeile.

### Ausgabe
Die folgenden zwei Dateien werden mit diff verglichen.
| telefonliste2007.txt: Mayer, Susanne, Lager, -212 Schmid, Carola, Geschäftsleitung, -435 Schmidt, Eberhard, Vertrieb, -479 Schmitt, Marie, Labor, -804 | telefonliste2008.txt: Mayer, Susanne, Lager, -212 Schmid, Carola, Geschäftsleitung, -435 Schmitt, Marie, Labor, -804 Waldmann, Ernst, Labor, -805 Zundel, Walter, Vertrieb, -476 |

Die Ausgabe von diff sieht dann so aus:
```
3d2

< Schmidt, Eberhard, Vertrieb, -479

4a4,5

> Waldmann, Ernst, Labor, -805

> Zundel, Walter, Vertrieb, -476

```

Es gibt verschiedene Ausgabeformate. Das obige Beispiel entspricht der Normal-Ausgabe (normal diff) ohne weitere Optionen. Die Zeilen, die mit einer spitzen, öffnenden Klammer beginnen, sind nur in der ersten Datei vorhanden, diejenigen, die mit einer spitzen, schließenden Klammer beginnen, sind nur in der zweiten Datei vorhanden. Zeilen, die in beiden Dateien gleich sind, werden nicht ausgegeben. Die einzelnen Blöcke werden durch sogenannte change commands („Änderungsbefehle“) getrennt, die angeben, welche Aktion (Zeilen hinzufügen – a, ändern – c oder entfernen – d) in welchen Zeilen ausgeführt werden soll.
Das sogenannte vereinheitlichte Format (unified diff) erhält man durch die Option -u. Dabei wird jede Zeile, die nur in der ersten Datei vorkommt, mit einem Minuszeichen gekennzeichnet, und jede Zeile, die nur in der zweiten Datei vorkommt, mit einem Pluszeichen. Den beiden Dateien gemeinsame Zeilen werden durch ein Leerzeichen gekennzeichnet.
Gewöhnlich werden dabei nicht alle Zeilen ausgegeben, sondern nur Blöcke von Zeilen, die sich in der Nähe eines Unterschiedes befinden. Am Anfang der Ausgabe stehen zwei Zeilen, die mit drei Minuszeichen respektive drei Pluszeichen gekennzeichnet werden. Sie zeigen die Dateien, auf die sich das diff bezieht. Jeder Block wird mit einer Zeile eingeleitet, die von At-Zeichen (@) umgeben ist. Diese zeigt an, in welchen Zeilen der entsprechende Block in beiden Dateien beginnt und, durch ein Komma getrennt, wie lang er in der jeweiligen Datei ist.
Ausgabe des oberen Beispiels im unified-diff-Format:
```
--- telefonliste2007.txt    2007-12-28 13:12:34.000000000 +0100

+++ telefonliste2008.txt    2008-07-28 14:16:26.000000000 +0100

@@ -1,4 +1,5 @@

 
Mayer, Susanne, Lager, -212

 
Schmid, Carola, Geschäftsleitung, -435

-Schmidt, Eberhard, Vertrieb, -479

 
Schmitt, Marie, Labor, -804

+Waldmann, Ernst, Labor, -805

+Zundel, Walter, Vertrieb, -476

```

## Geschichte
Das diff-Programm wurde in den frühen 1970er Jahren auf dem Unix-Betriebssystem von AT&T Bell Labs in Murray Hill, New Jersey, USA entwickelt. Die endgültige Version, die zu diesem sehr frühen Unix-System gehörte, wurde vollständig von Douglas McIlroy geschrieben. Diese Untersuchungen wurden 1976 in einem Dokument veröffentlicht, das von James W. Hunt mitverfasst wurde, welcher auch eine der anfänglichen Versionen von diff geschrieben hatte.
McIlroys Arbeit wurde beeinflusst von Steve Johnsons Vergleichs-Programm auf GECOS und Mike Lesks proof-Programm, welches wie diff auch auf Unix entstanden ist. Proof produzierte Zeile-für-Zeile-Änderungen wie diff und verwendete dafür spitze Klammern („>“ und „<“), um Zeilen-Einfügungen und Zeilen-Entfernungen in der Ausgabe des Programms darzustellen. Die heuristische Methode, die diese Programme verwendeten, galt als unzuverlässig. Die potentielle Brauchbarkeit eines diff-Tools inspirierte McIlroy, ein neues, robusteres Programm zu entwickeln, welches viele Anwendungsmöglichkeiten hatte, aber trotzdem eine gute Performance in den Prozessor- und Speicher-Limits der PDP-11-Hardware lieferte. Sein Erfolg war ein Ergebnis der Zusammenarbeit mit den Leuten von Bell Labs, inklusive Alfred V. Aho, Elliot Pinson, Jeffrey Ullman und Harold S. Stone.

## Freie Softwareimplementierungen

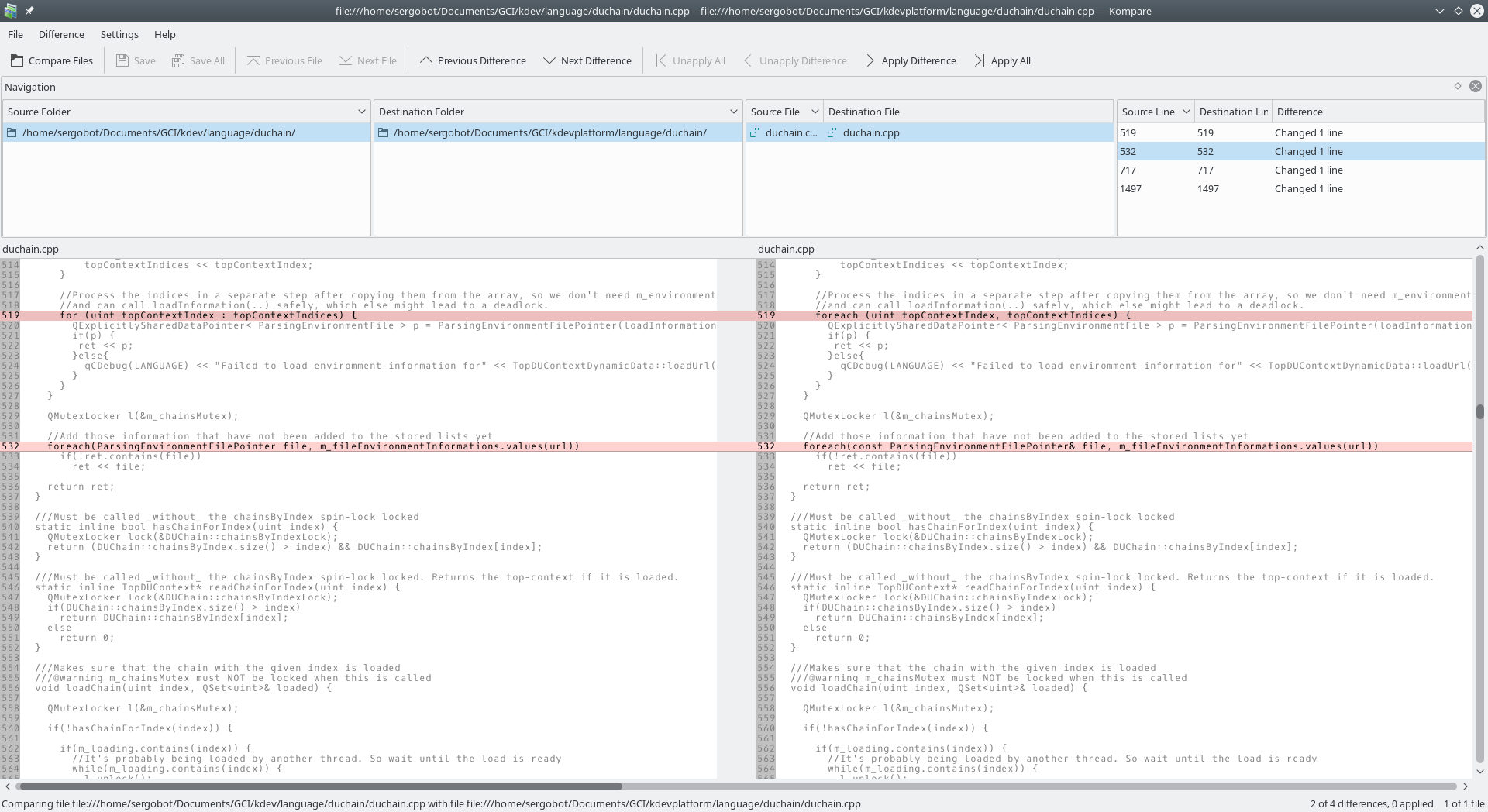
Das grafische diff-Werkzeug Kompare

Das GNU-Projekt stellt eine Implementierung von diff (und diff3, welches drei Dateien vergleicht) im Paket zur Verfügung.
Etliche Tools, die auf verschiedenen Plattformen laufen, basieren auf der diffutils-Engine des GNU-Projektes und stellen ein graphisches Frontend für dieselben Informationen dar. Einige dieser Programme können Dateien auch bearbeiten und mergen.